# Liam Palmer
Liam Jordan Palmer (Worksop, Inglaterra, Reino Unido, 19 de septiembre de 1991) es un futbolista escocés nacido en Inglaterra. Juega de defensa y su equipo actual es el Sheffield Wednesday F. C. de la EFL Championship inglesa. Es internacional absoluto con la selección de Escocia desde el año 2019.

## Selección nacional
Jugó en categorías inferiores para la selección de Escocia sub-19 y sub-21.
Fue llamado por primera vez para ser parte de la selección de Escocia en marzo de 2019. Debutó el 21 de marzo en la derrota por 3-0 de visita ante Kazajistán en la clasificación para la Eurocopa 2020.

## Clubes
| Club                             | País       | Año           |
| -------------------------------- | ---------- | ------------- |
| Sheffield Wednesday F. C.        | Inglaterra | 2010-presente |
| Tranmere Rovers F. C. (préstamo) | Inglaterra | 2012-2013     |

## Palmarés

### Distinciones individuales
| Distinción                                            | Año     |
| ----------------------------------------------------- | ------- |
| Jugador de la temporada del Sheffield Wednesday F. C. | 2013-14 |